# Casa Torrents i Marquès
La Casa Torrents i Marquès és una obra de Vilanova i la Geltrú (Garraf) protegida com a Bé Cultural d'Interès Local.

## Descripció
Es tracta d'un habitatge unifamiliar entre mitgeres en una parcel·la que va de carrer a carrer.
L'edifici es compon de plata baixa i dos pisos sota coberta plana de la que sobresurt una torratxa. Consta de tres crugies perpendiculars a la façana, amb vestíbul i escala principal central. L'escala secundària dona accés a les plantes superiors i terrat.
Les parets de càrrega són de paredat comú i totxo. Els forjats són de bigues de fusta i revoltó o llata i rajola.
La façana està formada per tres eixos verticals. El portal central és de mig punt i els laterals són d'arc rebaixat, tots adovellats. Els pisos presenten tres balcons amb llinda per planta, amb obertura i volada decreixent. El coronament està format per una cornisa simple i barana de terrat llisa.